# Anoplodactylus cribellatus
Anoplodactylus cribellatus är en havsspindelart som beskrevs av Calman, W.T. 1923. Anoplodactylus cribellatus ingår i släktet Anoplodactylus och familjen Phoxichilidiidae.
Artens utbredningsområde är Indiska oceanen. Inga underarter finns listade i Catalogue of Life.